# Parafia Matki Bożej Ostrobramskiej Matki Miłosierdzia w Bezdanach
Parafia Matki Bożej Ostrobramskiej Matki Miłosierdzia  w Bezdanach (lt. Švč. M. Marijos Aušros Vartų Gailestingumo Motinos bažnyčia) – parafia rzymskokatolicka administracyjnie należąca do dekanatu nowowilejskiego archidiecezji wileńskiej.